# Хулио Бритос
Хулио Бритос (на испански: Julio Britos) е уругвайски футболист, нападател.

## Кариера
Бритос прекарва по-голямата част от кариерата си в Пенярол. Той играе 12 мача за националния отбор на Уругвай и вкарва 6 гола. Дебютът му се състои на 2 декември 1947 г. в мач срещу Колумбия (2:0). Заедно със състава на Уругвай взима участие в шампионата на Южна Америка през 1947 г., където играе в шест от седемте мача на националния отбор и отбелязва 3 гола.
На Световното първенство през 1950 г. е включен в отбора, но не излиза на терена, въпреки това, също става световен шампион. През сезон 1953/54 той играе в Реал Мадрид (3 мача, 2 гола в испанския шампионат, както и 9 мача и 6 гола в приятелски срещи).

## Отличия

### Отборни
Пенярол
- Примера дивисион де Уругвай: 1949, 1951, 1953

Реал Мадрид
- Ла лига: 1953/54

### Международни
Уругвай
- Световно първенство по футбол: 1950